# 吉澤久惠
吉澤 久惠（よしざわ ひさえ、1966年11月9日 - ）は、東京都品川区出身のサッカー審判員。元国際審判員（国際副審）。

## 来歴
大学時代、サッカーマガジンで審判講習会の情報を見たのをきっかけに講習を受講し、1988年に4級審判員の資格を取得する。日本女子サッカーリーグには発足初年度から副審として携わり、2000年に女子1級審判員の資格を取得してからは主審も務めるようになった。
1995年に国際サッカー連盟 (FIFA) に国際副審として登録され、FIFA女子ワールドカップやAFC女子アジアカップなど数多くの国際経験を積む。2000年シドニーオリンピックの女子サッカーの決勝・ノルウェー対アメリカ合衆国でも副審を務め、日本人女性として初めてFIFAが所管する国際大会の決勝で副審を務めた。国際副審としては2010年まで登録された。

## 挿話
- 大学時代は男子サッカーを年間200試合も見にいくようなサッカーマニアだったという[2]。

## 受賞
- AFC年間最優秀副審賞：2000年、2008年[4]
- AFC Distinguished Service Award ブロンズスター：2007年

### 注記
1. ↑  「FIFA主催大会」に限定すれば2007 FIFA女子ワールドカップの決勝を担当した大岩真由美が初めて[3]。